# Tony Franklin

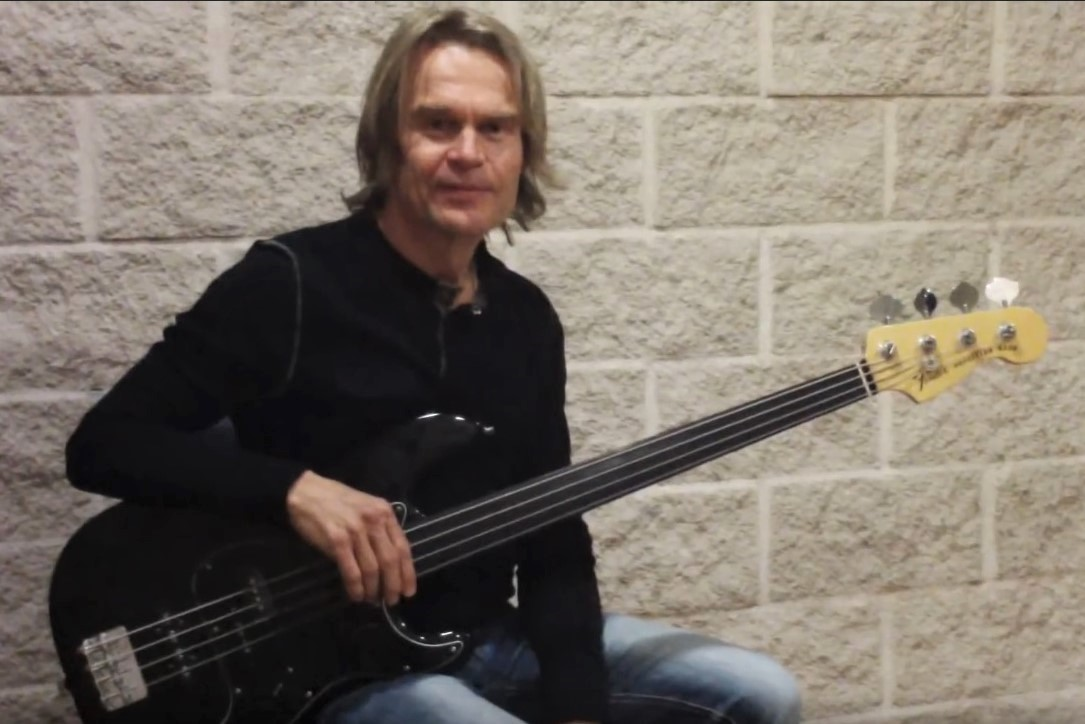
Tony Franklin, 2012

Tony Franklin (* 2. April 1962 in Derby, England) ist ein britischer Rockmusiker, Multiinstrumentalist, Songschreiber, Sänger und Produzent. Bekannt wurde er vor allem als Bassist der Bands The Firm und Blue Murder.
Als Geburtsort gibt Franklin den Pub „House of the Rising Sun“ in Derby an. Mit sechs Jahren begann er, in der Band seiner Eltern zu musizieren. Mit 18 schloss er sich einer Tanzband an und verdiente seither sein Geld als Profimusiker.
Anfang der 1980er Jahre arbeitete Franklin mit Roy Harper, bis Jimmy Page ihn 1985 einlud, in seiner neuen Band The Firm den Bass und die Keyboards zu spielen. Nach der Auflösung der Gruppe arbeitete Franklin zunächst weiter mit Page an dessen Soloalbum Outrider. Dann wurde er 1987 Mitglied von Blue Murder, der neuen Band von John Sykes. Das Debütalbum Blue Murder erschien 1989, verkaufte sich jedoch nur schleppend.
Franklin verließ Blue Murder. Er bekämpfte seine Alkoholprobleme und zog nach Los Angeles. Während der 1990er arbeitete er mit vielen Musikern an deren Projekten, darunter Paul Rodgers, Alvin Lee, Eric Burdon, David Gilmour und Carmine Appice.
2000 erschien dann das erste Soloalbum von Tony Franklin, Brave New Tomorrow, auf dem er die meisten Instrumente selbst spielte, alle Stimmen sang, die Songs schrieb und das er zudem produzierte.
2014 wird er mit Carmine Appice, Joe Lynn Turner und Karl Cochran unter dem Namen Rated X auf Tour gehen. Ein Debütalbum soll im Mai erscheinen.